# Rallye Dakar 2025
Die Rallye Dakar 2025 (Saudi Arabia) war die 47. Ausgabe der Rallye Dakar und fand zum sechsten Mal in Saudi-Arabien statt. Sie startete, nach den technischen Abnahmen im November 2024 auf dem Circuit Paul Ricard, nahe dem südfranzösischen Le Castellet, am 3. Januar 2025  und erreichte nach 14 Tagen ihr Ziel.

## Route
Im Juni 2023 verlängerte die Amaury Sport Organisation, als Veranstalter der Rallye, den Vertrag über die Austragungen in Saudi-Arabien bis 2029. Der Vertrag sieht ab 2025 nun auch vor, gegebenenfalls weitere Austragungsländer aufzunehmen und die Rallye nicht mehr exklusiv in Saudi-Arabien stattfinden zu lassen.
Die Route 2025 führt trotz der vertraglichen Anpassungen nur durch Saudi-Arabien. Sie verläuft nach dem Prolog in Bischa östlich des roten Meeres in der Provinz Asir nach Norden in einem Bogen durch die Provinzen Mekka, Medina, Tabuk, Ha'il, al Qasim und Riad in die größte Sandwüste der Erde Rub al-Chali in der Provinz asch-Scharqiyya (Östliche Provinz) in das Ziel nach Schaiba. Wie 2024 gibt es wieder eine 48-Stunden-Marathon-Etappe, die über 950 Kilometer, dieses Mal im Westen des Landes, gefahren werden soll. Auf fünf Etappen werden die Strecken der Motorräder von den Autos getrennt, um die Anzahl der Überholmanöver und gefährlichen Situationen zu reduzieren und somit die Sicherheit zu erhöhen.

## Teilnehmer
Audi Sport Q Motorsport, das seit der Rallye Dakar 2022 mit dem Hybrid-Fahrzeug RS Q e-tron E2 und Carlos Sainz senior, Stéphane Peterhansel und Mattias Ekström als Fahrer teilnahm, nimmt an der Rallye ab 2025 nicht mehr teil, nachdem Audi 2024 bereits nicht an der World Rally-Raid Championship 2024 teilnahm, dafür von der FIA zu 750.000 Euro Strafe verurteilt wurde und sich zukünftig nur noch auf die Formel 1 konzentrieren will. Carlos Sainz und Mattias Ekström wechselten 2025 zu Ford Performance und treten gemeinsam mit Nani Roma und Mitch Guthrie jun. auf einem Ford Raptor T1+ von M-Sport an.
Dacia tritt ab 2025 mit drei durch Prodrive gebauten Dacia Sandrider an. Als Fahrer des Dacia-Rally-Raid-Teams wurden der fünffache Rallye-Dakar-Sieger Nasser Al-Attiyah sowie Sébastien Loeb und Cristina Gutiérrez verpflichtet.
X-raid bringt insgesamt sechs Mini JCW Rally an den Start, vier davon mit neuem Benzinmotor, zwei mit dem bereits erprobten Dieselmotor.
Wie 2024 traten auch 2025 Fahrzeuge mit alternativem Null-Emissions- oder Hybrid-Antrieb in der Kategorie „Dakar Future Mission 1000“ an.

## Etappen
| Etappe  | Datum        | Start            | Ziel             | Sieger         | Sieger        | Sieger                | Sieger                   |
| Etappe  | Datum        | Start            | Ziel             | Motorrad       | Auto          | Lkw                   | Dakar Classic            |
| ------- | ------------ | ---------------- | ---------------- | -------------- | ------------- | --------------------- | ------------------------ |
| Prolog  | 3. Januar    | Bischa           | Bischa           | Daniel Sanders | Henk Lategan  | Mitchel van den Brink | Juan Morera              |
| 1       | 4. Januar    | Bischa           | Bischa           | Daniel Sanders | Seth Quintero | Mitchel van den Brink | Carlos Santaolalla Milla |
| 2       | 5.–6. Januar | Bischa           | Bischa           |                |               |                       |                          |
| 3       | 7. Januar    | Bischa           | Al Hinakiyah     |                |               |                       |                          |
| 4       | 8. Januar    | Al Hinakiyah     | al-ʿUla          |                |               |                       |                          |
| 5       | 9. Januar    | al-ʿUla          | Ha'il            |                |               |                       |                          |
| Ruhetag | 10. Januar   | Zwischenergebnis | Zwischenergebnis |                |               |                       |                          |
| 6       | 11. Januar   | Ha'il            | ad-Dawadimi      |                |               |                       |                          |
| 7       | 12. Januar   | ad-Dawadimi      | ad-Dawadimi      |                |               |                       |                          |
| 8       | 13. Januar   | ad-Dawadimi      | Riad             |                |               |                       |                          |
| 9       | 14. Januar   | Riad             | Haradh           |                |               |                       |                          |
| 10      | 15. Januar   | Haradh           | Schaiba          |                |               |                       |                          |
| 11      | 16. Januar   | Schaiba          | Schaiba          |                |               |                       |                          |
| 12      | 17. Januar   | Schaiba          | Schaiba          |                |               |                       |                          |
| ZIEL    | 17. Januar   | Gesamtergebnis   | Gesamtergebnis   |                |               |                       |                          |